# Alfred Schmidt (Politiker, 1891)

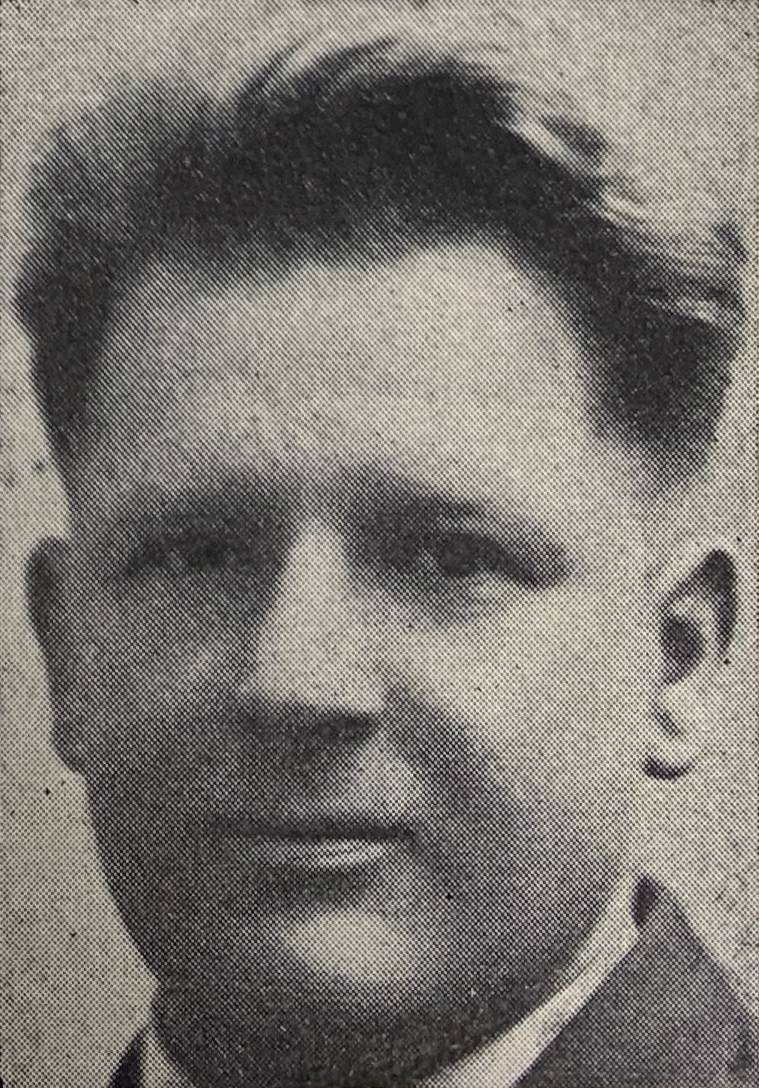
Schmidt ca. 1928

Alfred Schmidt (* 24. November 1891 in Wintersdorf; † 9. Oktober 1985 in Frankfurt am Main) war ein kommunistischer Politiker und Gewerkschafter.

## Leben
Alfred Schmidt war eines von zwölf Kindern eines Schuhmachers. Im Alter von 17 Jahren trat er in die Gewerkschaft ein, ein Jahr später folgte der Eintritt in die SPD. Er konnte keinen Beruf erlernen, da seine Familie das Lehrgeld nicht aufbringen konnte. So war er zunächst ungelernter Arbeiter in einer Brauerei, anschließend Rangierer bei der Bahn. Von 1912 bis 1918 war er Soldat, davon vier Jahre an der Front. Er schloss sich dem Spartakusbund an und wurde 1917 Mitglied der USPD. 1919 trat er der Eisenbahnergewerkschaft und der KPD bei. Wegen seiner illegalen Parteiarbeit nach dem Verbot der KPD verbrachte er zweieinhalb Jahre in Haft. Von 1924 bis 1928 war er Landtagsabgeordneter in Thüringen, Vorsitzender der KPD in Erfurt, Mitglied der Unterbezirksleitung und Stadtverordneter.
1928 wurde er für die KPD in den preußischen Landtag gewählt. Schmidt opponierte gegen die neue ultralinke Politik der KPD. Er bekämpfte die RGO-Politik und engagierte sich für die Einheitsfront von Kommunisten und Sozialdemokraten gegen den Nationalsozialismus. Im Dezember 1928 folgte sein Ausschluss aus der KPD. Er trat daraufhin der Kommunistischen Partei-Opposition bei, in der er Mitglied der Bezirks- und der Reichsleitung wurde. Trotz seines Ausschlusses aus der KPD behielt er sein Mandat bis zur Neuwahl des Landtages im Jahr 1932.
Nach der Machtergreifung durch die Nationalsozialisten am 30. Januar 1933 leitete Alfred Schmidt die illegale Arbeit im Erfurter Unterbezirk. 1934 wurde er erstmals verhaftet und verbrachte zwei Monate im Gefängnis. Vom August 1935 bis Mai 1939 folgte eine erneute Inhaftierung in den Konzentrationslagern Esterwegen (im norddeutschen Moor) und Sachsenhausen. Später nahm Schmidt erneut Verbindung mit Otto Engert und dessen Gruppe auf und organisierte 1943/44 u. a. mit Georg Schumann eine Widerstandsgruppe in Leipzig, deren Plattform er gemeinsam mit seinen KPO-Genossen verfasste. Sie waren „alte“ Kommunisten und lehnten den neuen Kurs der KPD ab, die (neu orientiert) eine Volksfront mit den demokratischen Teilen der deutschen Bourgeoisie anstrebte. Seinen Lebensunterhalt verdiente Schmidt nach der KZ-Internierung als Kohlenträger und Bauarbeiter.
1945 gehörte er zu denen, die von der ersten Stunde an den Sozialismus aufbauen wollten. Schmidt wurde wieder Mitglied der KPD und nach der Zwangsvereinigung von SPD und KPD  1946 Mitglied der SED. Am 1. November 1945 wurde er zum Landesleiter der Gewerkschaft Nahrung-Genuss-Gaststätten gewählt. Jedoch folgten bald erste Repressionsmaßnahmen gegen ehemalige Mitglieder der KPD-O, die auch als „Brandleristen“ bezeichnet wurden. Wegen seiner offenen Kritik an den Methoden der sowjetischen Besatzung wurde Alfred Schmidt am 31. August 1947 abgesetzt, aus der SED ausgeschlossen und am 6. Juli 1948 von der sowjetischen Militärpolizei verhaftet. Das Wirken der Parteikontrollgremien führte „wegen antisowjetischer Propaganda“ am 2. Dezember 1948 zu Schmidts Verurteilung zum Tode durch ein sowjetisches Militärtribunal. Dieses Todesurteil wurde dann auf 25 Jahre Arbeitslager „gemildert“, Schmidt verbüßte seine Strafe zuerst in der SMT-Strafvollzugsanstalt in der Justizvollzugsanstalt Bautzen und wurde danach in die Sowjetunion gebracht.
Alfred Schmidt hatte 1945/46 gehofft, die Führung der SED hätte aus den Fehlern der KPD aus der Zeit vor 1933 gelernt und würde mit den Werktätigen ein sozialistisches Deutschland aufbauen, das dann der Sowjetunion in „proletarischer Solidarität“ beim Wiederaufbau nach den Zerstörungen des Deutsch-Sowjetischen Kriegs helfen könnte. Er ging davon aus, dass dies nur möglich wäre, wenn die Fabriken nicht demontiert würden und die Werktätigen genügend zum Essen hätten. Diese Vorstellungen widersprachen Stalins Besatzungspolitik.
Nach über acht Jahren Haft wurde er – infolge des Chruschtschowschen Tauwetters – am 25. Juli 1956 in die Bundesrepublik Deutschland entlassen. Dort traf Schmidt seine Frau wieder, die 1954 die DDR verlassen hatte. Er fand Arbeit in den Werken Salzgitter und begann wieder politisch in der Gruppe Arbeiterpolitik mitzuarbeiten.
In Bautzen hatte er Schwierigkeiten mit antikommunistischen Mithäftlingen, weil er sich auch in der Haft als Kommunist bekannte. Daher wurde er nach der Übersiedlung in die Bundesrepublik von einem ehemaligen Mithäftling denunziert, mit dem Hinweis, Schmidt sei durchaus imstande, für die Staatssicherheit der DDR und den KGB geheimdienstlich zu arbeiten. Er wurde deswegen mehrmals verhört, doch das Verfahren gegen ihn wurde vom Generalbundesanwalt am 19. Januar 1959 eingestellt. Schmidt blieb weiterhin Kommunist. Seine letzten Jahre verlebte er in einem Seniorenheim der Arbeiterwohlfahrt in Frankfurt am Main.